# Adam Ostrowski (zapaśnik)
Adam Ostrowski (ur. 10 lipca 1945 w Brześciu, zm. 29 listopada 2022) – polski zapaśnik, żołnierz, pracownik naukowy WAT, olimpijczyk z Meksyku 1968, Monachium 1972 i Montrealu 1976.
Startował w stylu klasycznym w wadze półśredniej i średniej. Mistrz Polski z roku 1968 w wadze półśredniej.
Brązowy medalista mistrzostw świata w roku 1975 w wadze średniej. Srebrny medalista mistrzostw Europy z roku 1970 w wadze średniej.
Olimpijczyk: na igrzyskach olimpijskich w roku 1968 zajął 11. miejsce w wadze półśredniej, w roku 1972 startując w wadze średniej zajął miejsca 9.-12., zaś na igrzyskach w roku 1976 zajął 8. miejsce w wadze średniej. 
Po zakończeniu kariery trener młodzieży w Legii Warszawa. Odznaczony Złotym Krzyżem Zasługi (2001).